# Nicolette (cantante)
Nicolette Suwoton, conosciuta solo come Nicolette (Glasgow, 1964), è una cantante, musicista e produttrice discografica britannica.
Artista musicale eclettica, si è cimentata nell'acid jazz, nel pop, nel trip hop, nel folk, nella world music e nella dance elettronica.

## Biografia
Di famiglia nigeriana, è nata in Scozia, ma ha vissuto anche in Svizzera, Francia e Belgio. In attività dal 1992, ha pubblicato alcuni album da solista e partecipato come cantante in dischi di altri artisti, soprattutto nel campo della musica elettronica, tra cui Massive Attack (in due canzoni del loro album Protection), Plaid, Alec Empire e 4hero.
Ha firmato un contratto per l'etichetta Talkin 'Loud nel 1996, e nel 1999 ne ha fondata una propria, Early Records, specializzata in musica pop; l'album di Nicolette Life Loves Us, uscito nel 2005, è stato da lei autoprodotto, così come un singolo e un EP con sei tracce pubblicati l'anno successivo.
Nel 2007, il pezzo No Government di Nicolette è stato ripubblicato e remixato da DJ Tocadisco e Makossa & Megablast. L'anno dopo Nicolette ha contribuito all'album di John Tejada Where,  scrivendo e interpretando il brano Desire.
Ha pubblicato il singolo Love con DJ Cam nel marzo 2010.

## Discografia

### Album in studio
- 1992 – Now Is Early
- 1996 – Let No-One Live Rent Free in Your Head
- 1997 – DJ-Kicks
- 2005 –  Life Loves Us
- 2017 – New Studio LP

### EP
- 2012 – Modern Stories EP

### Collaborazioni
- 1993 – L.A. Style – I'm Raving
- 1994 – Massive Attack – Sly
- 1994 – Massive Attack – Three
- 1997 – Plaid – Extork
- 2003 – Bang Gang – Contradictions
- 2007 – Phui – So Loud
- 2007 – Filewile – Communication
- 2008 – John Tejada – Desire
- 2010 – DJ Cam – Love
- 2010 – TJ Kong and Nuno dos Santos – Birthday
- 2010 – TJ Kong and Nuno dos Santos – Something Happened
- 2012 – Samuel Yirga – I Am the Black Gold of the Sun
- 2012 – Samuel Yirga – African Diaspora